# Ли Юань (снукерист)
Ли Юань (род. 20 октября 1989 года) — китайский профессиональный снукерист.

## Карьера
Ли Юань ещё до начала своей профессиональной карьеры играл в турнирах мэйн-тура: он неоднократно получал уайлд-кард на «домашние» соревнования, такие как Шанхай Мастерс или China Open. На Открытом Чемпионате Китая 2008 Ли Юань в Уайлд-кард раунде заставил понервничать гонконгского снукериста Марко Фу, проиграв в итоге 4:5. На Шанхай Мастерс 2008 его снова пригласили в раунд Уайлд-кард, где он проиграл Энди Хиксу со счётом 1:5. Далее Ли Юань принимал участие во многих азиатских лигах, но пробиться на соревнование Мирового тура сумел только в 2017 году. На Открытом Чемпионате Китая 2017 Ли Юань в Уайлд-кард раунде встретился с Джимми Уайтом, но опять проиграл 1:5.
Ли стал профессионалом в 2017 году, после номинации в качестве одного из двух игроков из снукер-тура CBSA China.